# Trichosalpinx dunstervillei
Trichosalpinx dunstervillei är en orkidéart som beskrevs av Carlyle August Luer. Trichosalpinx dunstervillei ingår i släktet Trichosalpinx och familjen orkidéer. Inga underarter finns listade i Catalogue of Life.